# Ullensvang
Ullensvang è un comune norvegese della contea di Vestland.